# Module sur un anneau
Pour les articles homonymes, voir Module.
En mathématiques, et plus précisément en algèbre générale, au sein des structures algébriques, « un module est à un anneau ce qu'un espace vectoriel est à un corps » : pour un espace vectoriel, l'ensemble des scalaires forme un corps tandis que pour un module, cet ensemble est seulement muni d'une structure d'anneau (unitaire, mais non nécessairement commutatif).
Une partie des travaux en théorie des modules consiste à retrouver les résultats de la théorie des espaces vectoriels, quitte pour cela à travailler avec des anneaux plus maniables, comme les anneaux principaux. La notion de module sur un anneau fournit un cadre général et abstrait permettant de traiter les aspects purement algébriques des problèmes linéaires qu'on rencontre dans toutes les branches des mathématiques : théorie des nombres, algèbre linéaire classique, calcul tensoriel, formes différentielles, équations aux dérivées partielles, équations intégrales, géométrie algébrique, fonctions analytiques, topologie algébrique, etc..

## Comparaison avec la structure d'espace vectoriel
Certaines propriétés vraies pour les espaces vectoriels ne sont plus vraies pour les modules. Par exemple l'existence d'une base n'y est plus assurée, et on ne peut pas nécessairement y développer de théorie de la dimension, même dans un module engendré par un nombre fini d'éléments.
Les modules ne sont pas une généralisation inutile. Ils apparaissent naturellement dans beaucoup de situations algébriques ou géométriques. Un exemple simple est un module sur l'anneau des polynômes à une ou plusieurs indéterminées, anneau dans lequel la plupart des éléments n'ont pas d'inverse. On peut même considérer des anneaux non intègres, comme celui des fonctions infiniment différentiables sur un ouvert.

## Définitions

### Module à gauche, module à droite
Soit A un anneau (unitaire), dont la multiplication sera notée par simple juxtaposition.
Un A-module à gauche (ou encore un module à gauche sur A) est la donnée (M, +, •) d'un ensemble M, d'une loi de composition interne + dans M qui fait de M un groupe abélien et d'une loi externe • de A × M dans M vérifiant, pour tous éléments a et b de A et x, y de M :
1. {\displaystyle a\cdot (x+y)=a\cdot x+a\cdot y}  (distributivité de • par rapport à l'addition dans M)
2. {\displaystyle (a+b)\cdot x=a\cdot x+b\cdot x} (distributivité de • par rapport à l'addition dans A)[Rem 2]
3. {\displaystyle (ab)\cdot x=a\cdot (b\cdot x)}
4. {\displaystyle 1\cdot x=x}[Rem 3].

Un A-module à droite (ou encore un module à droite sur A) est construit de manière analogue  au module à gauche à l'exception de la propriété 3. transformée en  :
- {\displaystyle (ab)\cdot x=b\cdot (a\cdot x)}

La seule différence entre un A-module à gauche et un A-module à droite est donc que dans le cas d'un A-module à gauche (M, +, •), on a la relation (ab)•x = a•(b•x) (pour a et b dans A et x dans M), alors que dans le cas d'un A-module à droite, c'est (ab)•x = b•(a•x). En particulier, la loi externe d'un A-module à droite (M, +, •) part de l'ensemble  A × M, aussi bien que la loi externe d'un A-module à gauche (M, +, •).
Avec ces définitions, les A-modules à droite sont exactement les Aop-modules à gauche, où Aop désigne l'anneau opposé de A. Cela justifie que dans la suite, on se restreigne à l'étude des modules à gauche. Si l'anneau A est commutatif (auquel cas il est égal à son opposé), les A-modules à gauche sont exactement les A-modules à droite et on dit simplement « A-module ».
Pour a dans A et x dans M, on note couramment a•x multiplicativement (par juxtaposition) ; dans le cas d'un A-module à gauche on désigne a•x par ax, de sorte que, pour a, b dans A et x dans M, on a l'égalité a(bx) = (ab)x (ce qui permet d'écrire sans ambiguïté abx) ; dans le cas d'un A-module à droite, on désigne plutôt a•x par xa, de sorte que, pour a, b dans A et x dans M, on a l'égalité (xa)b = x(ab).
On commet couramment l'abus de langage d'identifier un module à gauche (resp. à droite) (M, +, •) et l'ensemble M. Par exemple, on dit « Soient M un A-module à gauche et P une partie de M », en désignant par la première lettre M le module et par la seconde ce qu'on pourrait appeler l'ensemble sous-jacent du module.
On montre facilement que, (M, +, •) étant un A-module à gauche ou à droite, a étant un élément de A et x un élément de M, on a les relations :
- a • 0 = 0 (où 0 désigne le neutre de l'addition dans M)
- 0 • x = 0 (où le 0 de gauche désigne le neutre de l'addition dans A et le 0 de droite désigne le neutre de l'addition dans M).

On laisse le lecteur traduire ces égalités en notations multiplicatives (différentes pour les modules à gauche et les modules à droite).

### Exemples
- Lorsque A est un corps commutatif, on retrouve la structure habituelle de A-espace vectoriel. Dans ce cas, les éléments de A sont appelés les scalaires, les éléments de M sont appelés les vecteurs. Plus généralement, d'ailleurs, si K est un corps non forcément commutatif, on considère des K-espaces vectoriels à gauche (resp. à droite), qui ne sont autres que les modules à gauche (resp. à droite) sur l'anneau K.
- A, muni de sa propre loi de groupe additif et, en guise de loi « externe », de sa multiplication A × A → A : (a, b) ↦ ab, est un A-module à gauche, qu'on note parfois[4] As.
- L'anneau opposé de A, muni de sa propre loi de groupe additif et, en guise de loi « externe », de sa multiplication A × A → A : (a,b) ↦ ba (où ba correspond à la multiplication dans A) est un A-module à droite, qu'on note parfois[4] Ad.
- L'ensemble des vecteurs du plan dont les coordonnées sont des entiers relatifs, autrement dit l'ensemble des entiers de Gauss, forme un ℤ-module.
- Tout groupe abélien est automatiquement un ℤ-module pour la loi externe définie par : 
  - pour n > 0, n ∙ x = x + … + x avec n termes x,
  - pour n = 0, 0 ∙ x = 0,
  - pour n < 0, n ∙ x = –((–n) ∙ x), l'opposé de (–n) ∙ x.
Cette loi est la seule qui munisse un groupe abélien d'une structure de ℤ-module. Il y a donc équivalence entre la notion de ℤ-module et celle de groupe abélien.
- La structure de A-module apparaît dans celle d'algèbre sur un anneau.
- Si M est un groupe abélien et si f est un endomorphisme de groupe de M, alors on peut définir la loi externe f ∙ x = f(x) qui confère à M une structure de End(M)-module.
- Si M est un espace vectoriel, on peut faire la même chose avec des endomorphismes d'espaces vectoriels au lieu de groupes. Par exemple, l'espace vectoriel ℝn à n dimensions est un module à gauche sur {\displaystyle {\mathcal {M}}_{n}(\mathbb {R} )} via la multiplication matricielle.
- Si M est un A-module à gauche, l'ensemble des applications d'un ensemble S vers M est un A-module à gauche, pour les lois {\displaystyle +} et {\displaystyle \cdot } définies par {\displaystyle (f+g)(x)=f(x)+g(x)} et {\displaystyle (r\cdot f)(x)=r\cdot (f(x))}.
- Un espace vectoriel E sur un corps commutatif K peut être considéré comme un module sur l'anneau principal K[X], et par ce biais la majeure partie des propriétés de l'algèbre linéaire peut être démontrée[5].
Cette structure de module est la suivante : étant donné {\displaystyle u\in L_{K}(E)} fixé, pour tout {\displaystyle \left(p,x\right)\in K[X]\times E}, on pose {\displaystyle p.x=p(u).x\in E}, avec {\displaystyle p(u)\in L_{K}(E)} car cet ensemble a une structure d'algèbre sur K.

### Lien avec la théorie des représentations
Le premier axiome montre que, pour {\displaystyle a\in A}, l'application {\displaystyle \psi _{a}:x\mapsto a\cdot x} est un endomorphisme du groupe M. Les trois axiomes suivants traduisent quant à eux le fait que l'application {\displaystyle a\mapsto \psi _{a}} est un morphisme (unitaire) de l'anneau A dans l'anneau des endomorphismes (de groupe) de M, noté End(M).
Réciproquement, la donnée d'un morphisme d'anneaux unitaires {\displaystyle \psi } : A → End(M) fournit  à M une structure de A-module (à gauche) via la loi {\displaystyle a\cdot x=\psi (a)(x)}. Une structure de A-module est donc équivalente à la donnée d'un morphisme A → End(M).
Un tel morphisme A → End(M) est appelé une représentation de A sur le groupe abélien M. Une représentation est dite fidèle si elle est injective. En termes de module, cela signifie que si pour tout vecteur x de M, a ∙ x = 0, alors a = 0.
Ceci est une généralisation de ce que l'on trouve dans la théorie des représentations des groupes, où l'on définit une représentation d'un groupe G sur un K-espace vectoriel comme un morphisme (unitaire) de l'algèbre du groupe G, K[G] vers End(V), autrement dit, où l'on donne une structure de K[G]-module à V.

### Sous-module
Soit M un A-module à gauche, et N une partie non vide de M. On dit que N est un sous-module (à gauche) de M si les conditions suivantes sont respectées :
- N est un sous-groupe de (M,+) ;
- Pour tout {\displaystyle a\in A,x\in N,a\cdot x\in N}.

Autrement dit, un sous-module est une partie linéairement stable.
Exemples
- Deux cas très importants sont celui des sous-modules du A-module à gauche As et celui des sous-modules du A-module à droite Ad : ce sont, respectivement, les idéaux à gauche et les idéaux à droite de l'anneau  A.
- Si le module est un espace vectoriel, on parle de sous-espace vectoriel (ou encore de sous-espace).
- Dans un groupe abélien, considéré comme ℤ-module (voir supra), les sous-modules sont exactement les sous-groupes[2].

## Applications linéaires
Une application linéaire f entre deux modules M et N sur un même anneau A est une fonction qui conserve la structure de module, c'est-à-dire qui vérifie :
{\displaystyle \forall (\alpha ,\beta )\in A^{2},\forall (x,y)\in M^{2},f(\alpha \cdot x+\beta \cdot y)=\alpha \cdot f(x)+\beta \cdot f(y)}
Autrement dit, une application linéaire est un morphisme de modules.
Si f est bijective, on dit de plus que f est un isomorphisme. Si les modules de départ et d'arrivée M et N sont identiques, on dit que f est un endomorphisme. Si f est à la fois un endomorphisme et un isomorphisme, on dit que c'est un automorphisme.
Le noyau d'une application linéaire f est l'ensemble des éléments x de M qui vérifient f(x) = 0. C'est un sous-module de M et il est noté Ker f. On peut également définir l'image d'une application linéaire Im f = f(M) qui est un sous-module de N.
Comme dans le cas des groupes ou des anneaux, un morphisme de A-modules {\displaystyle f:M\to N} donne lieu à un isomorphisme {\displaystyle {\tilde {f}}:M/\ker f\to \mathrm {im} f}, défini par {\displaystyle {\tilde {f}}(x+\ker f)=f(x)}

## Opérations sur les modules

### Produits de modules
Si on considère une famille de modules ({\displaystyle M_{i})_{i\in I}} sur un même anneau A, on peut munir l'ensemble produit {\displaystyle \prod _{i\in I}M_{i}} d'une structure de module en définissant les lois suivantes :
- Loi interne : {\displaystyle (x_{i})_{i\in I}+(y_{i})_{i\in I}=(x_{i}+y_{i})_{i\in I}}
- Loi externe : {\displaystyle a\cdot (x_{i})_{i\in I}=(a\cdot x_{i})_{i\in I}}

Le module ainsi défini s'appelle le module produit. Les projections {\displaystyle p_{i}:(x_{j})_{j\in I}\mapsto x_{i}} sont alors des applications linéaires surjectives. Un exemple important de produit de modules est celui où tous les modules facteurs sont identiques à un même module M ; leur produit {\displaystyle M^{I}} n'est alors autre que l'ensemble des applications de I dans M.

### Somme directe de modules
Soit {\displaystyle (M_{i})_{i\in I}} une famille de A-modules, on note leur produit {\displaystyle M=\prod _{i\in I}M_{i}}. L'ensemble E des éléments de M dont toutes les composantes sauf un nombre fini sont nulles est appelé somme directe externe de la famille de modules {\displaystyle (M_{i})_{i\in I}} et il est noté :
{\displaystyle E=\bigoplus _{i\in I}M_{i}}
C'est un sous-module de {\displaystyle \prod _{i\in I}M_{i}}. Dans le cas où I est fini, la somme directe E et le produit M sont évidemment confondus.

### Intersection et somme de sous-modules
Si M est un module, et {\displaystyle (M_{i})_{i\in I}} est une famille de sous-modules de M, on dit que la famille est en somme directe si :
Pour toute partie J finie de I, pour tout {\displaystyle (x_{j})_{j\in J},\sum _{j\in J}x_{j}=0\Rightarrow \forall j\in J,x_{j}=0}
Dans ce cas, la somme {\displaystyle \sum _{i\in I}M_{i}}, appelée somme directe interne, est isomorphe à la somme directe externe et elle est également notée {\displaystyle \bigoplus _{i\in I}M_{i}}.

### Produit tensoriel de modules
À deux modules M et N sur un anneau commutatif A est associé un A-module M⊗AN tel que pour tout A-module F, les applications bilinéaires de M×N dans F correspondent aux applications linéaires de M⊗AN dans F.

## Propriétés de finitude
On dit qu'un A-module est de type fini s'il est engendré sur A par un nombre fini d'éléments. On a alors {\displaystyle M=\sum _{i=0}^{n}{Ax_{i}}}.
On dit qu'un module est de présentation finie s'il est le quotient d'un An par un sous-module de type fini. Un module de présentation finie est en particulier de type fini. La réciproque est vraie lorsque A est noethérien. Pour un module M de présentation finie, tout homomorphisme surjectif L → M avec L de type fini admet un noyau de type fini.
On dit qu'un A-module est libre s'il possède une base sur A (voir Module libre).
Si M est de type fini et libre, il existe alors un isomorphisme entre M et An, où n est le cardinal de la base.
Si M est de type fini, un sous-module N de M n'est pas nécessairement de type fini. Un module M tel que tout sous-module est de type fini est dit noethérien.

### Remarques
1. ↑  L'hypothèse de commutativité de « + » est en fait redondante : elle se déduit des autres propriétés, en développant de deux façons différentes (1 + 1)•(x + y), cf. (en) Saunders Mac Lane et Garrett Birkhoff, Algebra, AMS, 1999, 3e éd. (lire en ligne), p. 162.
2. ↑  La loi + du membre de gauche est celle de l'anneau A et la loi + du membre de droite est celle du groupe M.
3. ↑  Mac Lane et Birkhoff 1999, p. 160, remarquent que sans ce dernier axiome, n'importe quel groupe abélien pourrait être trivialement muni d'une structure de A-module en prenant comme loi externe l'application nulle.